# Aeroportul Les Saintes
Aeroportul Les Saintes (IATA: LSS, ICAO: TFFS) este un aeroport din Franța ce deservește zona Terre-de-Haut⁠(d). Aeroportul a fost tranzitat în 2009 de 403 pasageri.
Situat la o altitudine de 13 m, aeroportul dispune de o singură pistă.